# Robe de bal

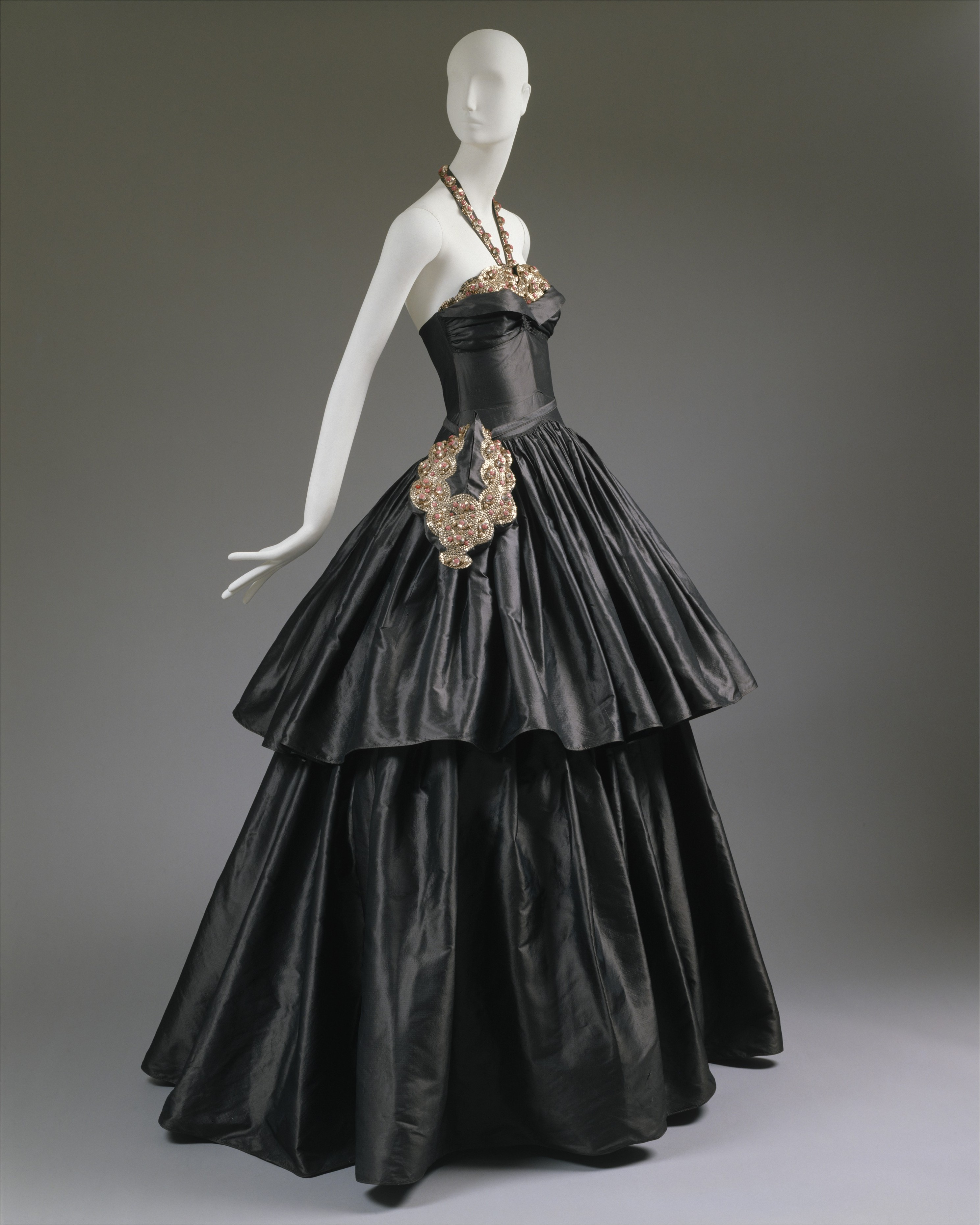
La robe « Cyclone » de Lanvin (1939).

Une robe de bal est une robe de soirée portée lors d'un bal ou d'un événement officiel. Dans la majorité, les modèles dégagent les épaules et les bras et présentent un décolleté bas ainsi que de longues jupes bouffantes. Ces robes sont généralement assorties d'une étole (un châle de cérémonie en tissu coûteux), une cape ou un manteau, des bijoux modernes ou d'époque et des gants longs. Si la porteuse doit arborer des « décorations d'État », celles-ci sont piquées sur un nœud épinglé à la poitrine ; les femmes mariées portent un diadème si elles en possèdent. Bien que des étoffes artificielles soient parfois utilisées, ces robes sont habituellement en satin, soie, taffetas et velours, avec des garnitures de dentelle, des perles, des paillettes, des broderies, des volants, des rubans, des rosettes et des fronces.

## Histoire

### Second Empire
Par rapport aux années précédentes, les robes de bal des années 1850 correspondent aux robes de soirées car elles partageaient les mêmes caractéristiques, bien que laissant voir certaines parties avec parcimonie : décolleté dégagé, corsage étroit, grande jupe et (parfois) bras nus : une plus grande liberté est laissée aux femmes le soir et le corps se montre partiellement. Les bijoux, diamants ou or suivant le niveau social, ainsi que les gants longs jamais enlevés qui ne servaient qu'une fois, sont indispensables en compléments de la robe de bal ainsi que des accessoires tels le mouchoir, le carnet de bal, l'éventail ou un porte-bouquet. 
La robe de bal présentait des caractéristiques similaires, souvent soutenue par un jupon, une taille serrée obtenue par un corset ou un corselet pour maintenir le sujet debout et avec une posture parfaite. L’opulence de ces onéreuses robes reste l'apanage de la bourgeoisie, des cercles mondains et de la haute société ; le reste du temps, la mode se veut alors plus conformiste et discrète.
C'est également à cette époque qu'ont été introduits les colorants chimiques, qui ont modernisé la gamme de couleurs disponibles pour les vêtements. Cette décennie, qui s'inscrit dans la période romantique, a coïncidé avec l'ère victorienne. La mode introduit temporairement l'usage de la crinoline vers les années 1840 ; si la forme perdure un temps, la crinoline en tant qu'accessoire disparait au cours des années.
Au cours de cette époque, l'introduction de la machine à coudre a transformé le marché des robes. Les gens de la classe moyenne pouvaient désormais produire leurs propres robes, avec une qualité et une efficacité supérieures aux modèles auparavant réalisés à la main. Les membres de la haute société pouvaient toujours faire fabriquer leurs robes par un couturier, mais avec le temps, le nombre de robes a diminué. L’essor progressif de la machine à coudre facilite également la confection de robes avec de grands métrages de tissus et la mise ne place de multiples ornements.
Au cours des années, des détails évoluent : vers 1860–1864, les jupes sont bombées et présentent une ampleur supplémentaire dans le dos. De 1865–1867, sur le devant, les jupes perdent leur forme bombée et s'aplatissent pour se rapprocher du corps, tandis que les côtés et le dos ont gagné en ampleur grâce à des techniques de fronces. Souvent, une longue traîne est attachée à l'arrière de la robe de bal et ce depuis quelques années où cette traîne est emblématique du faste.

### Le monde moderne, 1870-1919
La guerre de 1870 marque la fin du Second Empire. Le développement d l'industrie entraine celui de la bourgeoisie. L'épicentre de la mode passe de la cour au Tout-Paris. La tradition des bals perdure. 
Au cours de cette décennie, l'ampleur des jupes au niveau du dos a encore augmenté grâce à l'utilisation de la tournure. Celle-ci s'impose à partir de 1869. Vers 1878–1884, la tournure est démodée car elle n'est plus nécessaire pour la plénitude du dos de la robe. Le tissu est plutôt froncé et tombe dans le dos, en se terminant par une longue traîne. 
La forme en sablier des années 1890–1900, connue pour sa taille étroite, est obtenue grâce à une jupe conique qui reste étroite à la taille et s’élargit vers le bas.

### Entre deux-guerres
Durant l'entre deux-guerres, à partir des années 1920, le bal annuel de l'école devient une cérémonie formelle où l'étiquette exige de la rigueur. Depuis environ trois décennies, ce bal est précédé du « teenage prom », un défilé où les jeunes filles doivent se présenter sous leur meilleur jour.
Après la crise de 1929, la haute bourgeoisie se renferme sur elle-même, donnant des bals somptueux. La discrétion et modération qui dicte la mode à l'époque ne se retrouve nullement dans ces fêtes diverses dont certaines sont restées célèbres.

### 1947
Après la fin de la Seconde Guerre mondiale, en 1947, Christian Dior introduit son New Look de tailles pincées et de jupes amples. C'est alors une période d’opulence après guerre et les bals sont nombreux. Les bals de l'école touchent aussi la classe moyenne et prennent une dimension sociale ; le choix d'une robe devient primordial Tout couturier des années 1950 se doit de présenter des robes de bal à sa collection. « La robe de bal vous fait rêver et doit faire de vous une créature de rêve. J'estime que dans la garde-robe d'une femme, elle est tout aussi nécessaire qu'un tailleur. Et si merveilleuse pour le moral. » Ces robes se doivent alors d'être longues et fastueuses, multipliant les jupons, sont brodées ; la taille reste fine.
Auparavant, les robes de bal sont portées pour les événements et les fêtes privées, mais au milieu du XXe siècle, les événements privés se transforment parfois en événements publics. Au fil du siècle, les événements traditionnels perdent de leur importance au profit d'événements tels que les manifestations caritatives. Dans la culture du XXIe siècle, les galas et les manifestations sur le tapis rouge sont des vitrines pour les robes extravagantes qui sont portées au grand jour. En Grande-Bretagne, lorsque Elisabeth II a mis fin aux événements officiels des tribunaux en 1957, les événements plus publics, comme le bal de charité, ont gagné en popularité parce qu'ils étaient ouverts à tous ceux qui pouvaient se permettre d'acheter un billet. 
Les robes de couturier faisaient généralement partie de la collection d'un créateur. Les stylistes doivent savoir où la robe sera portée pour éviter que deux personnes aient la même.

### Galerie

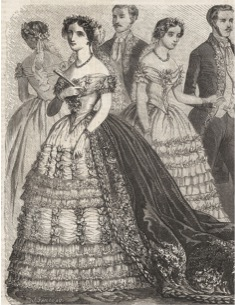
Une robe de bal en 1850
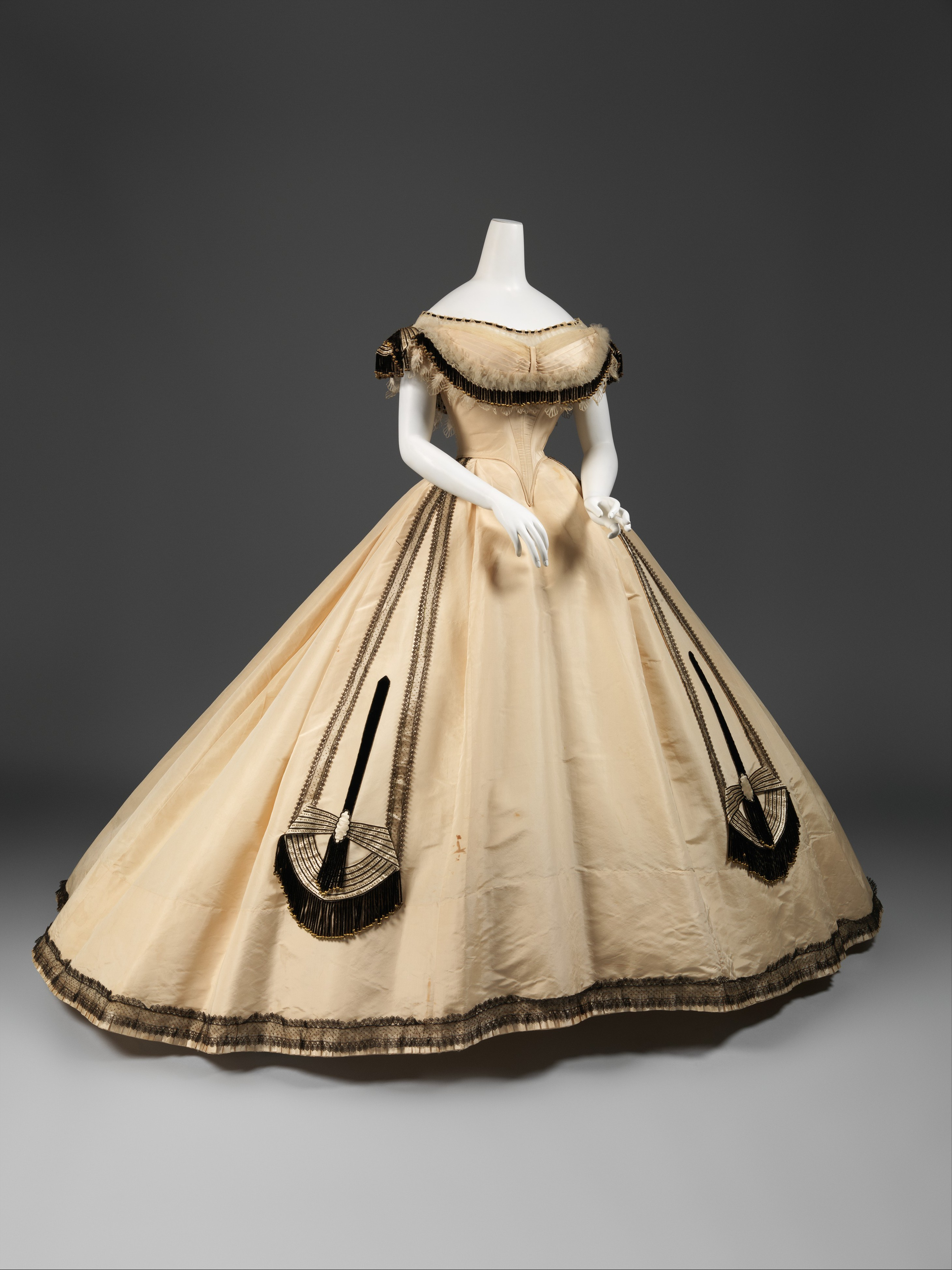
Une robe en 1864
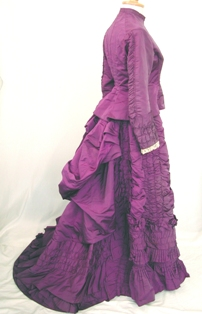
Une robe en 1870
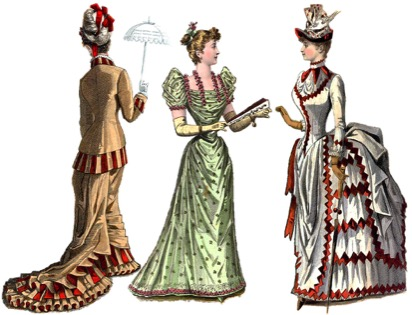
Détails des robes en 1880
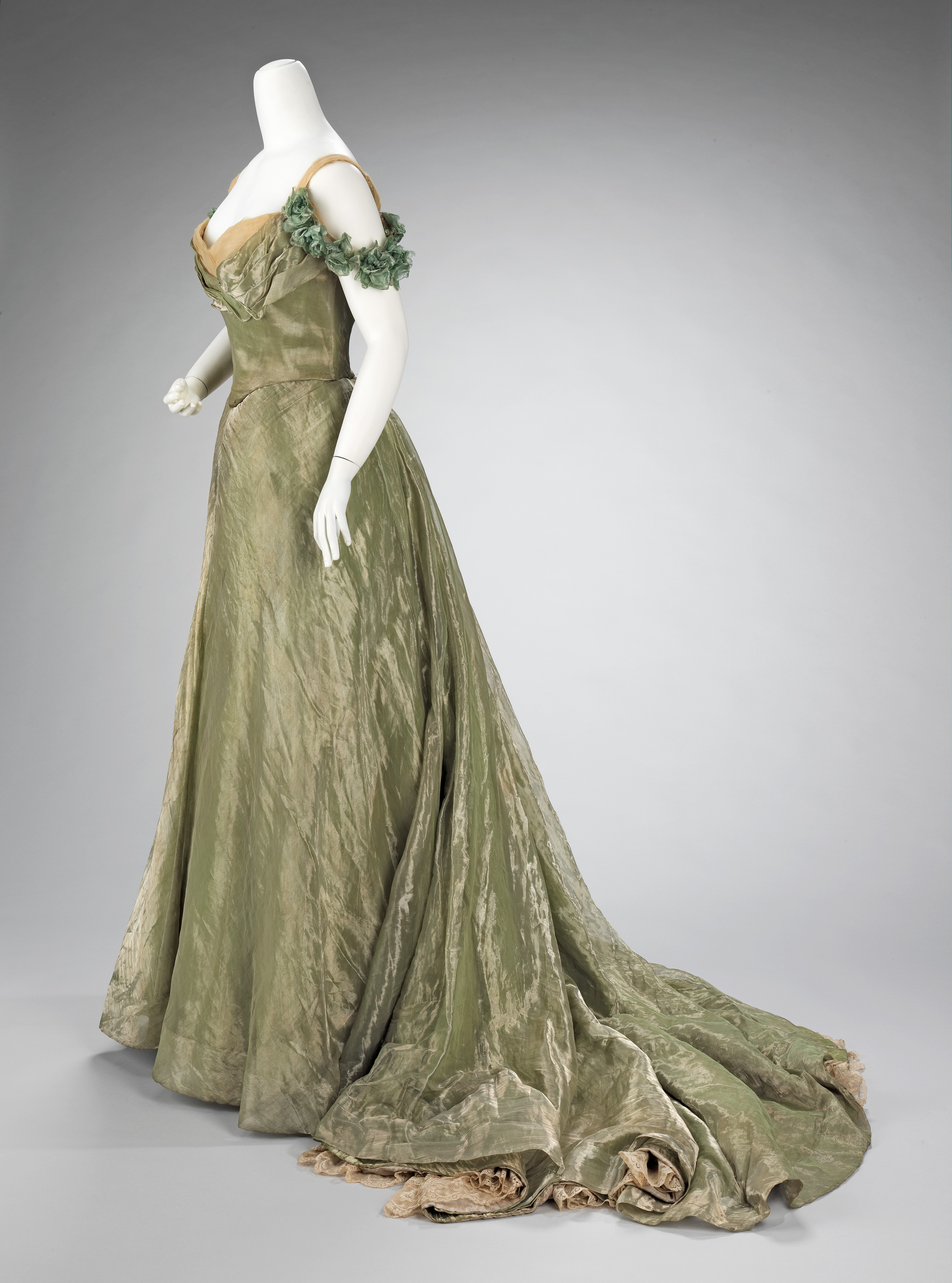
Une robe en 1890
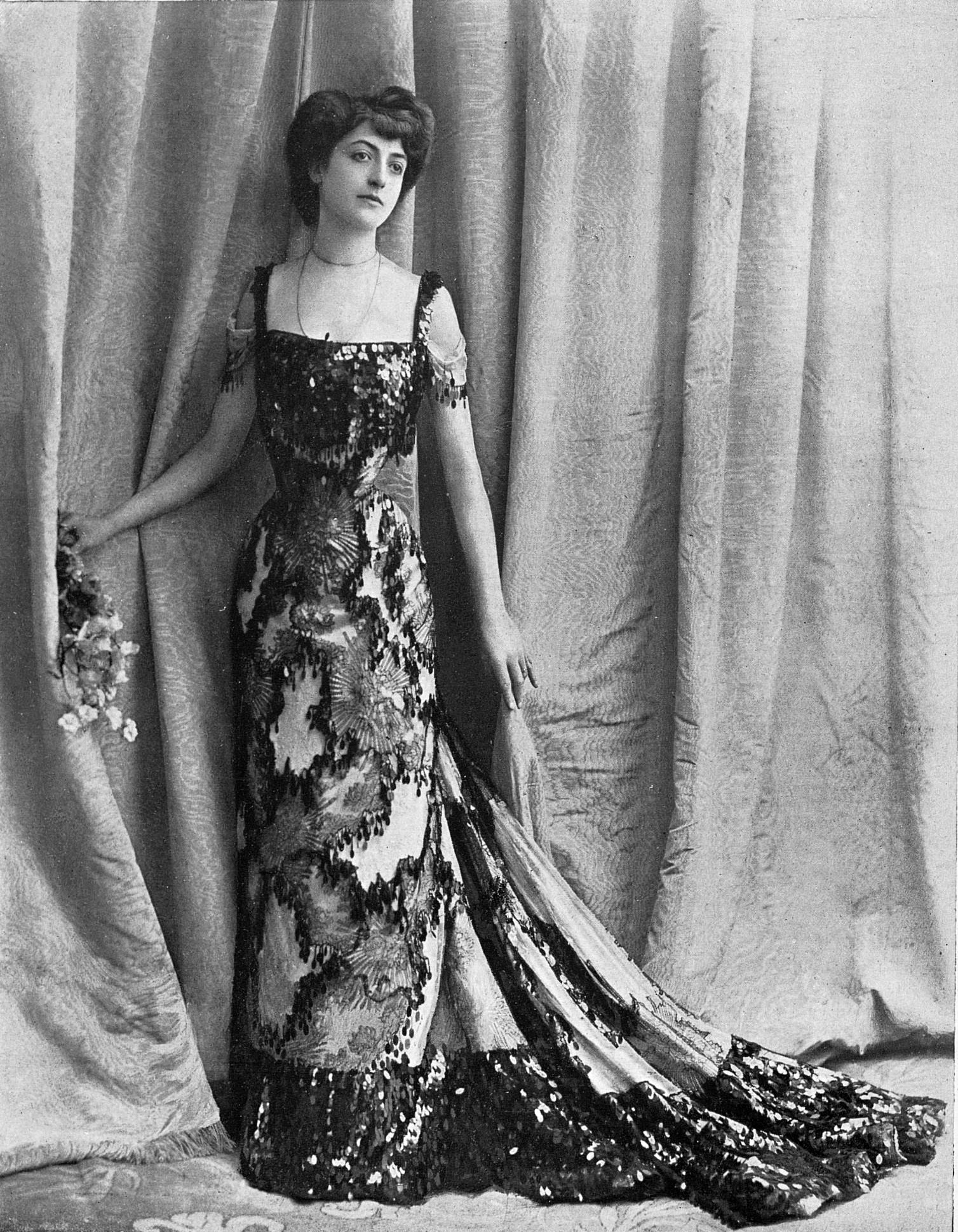
Robe de bal, 1902, Redfern
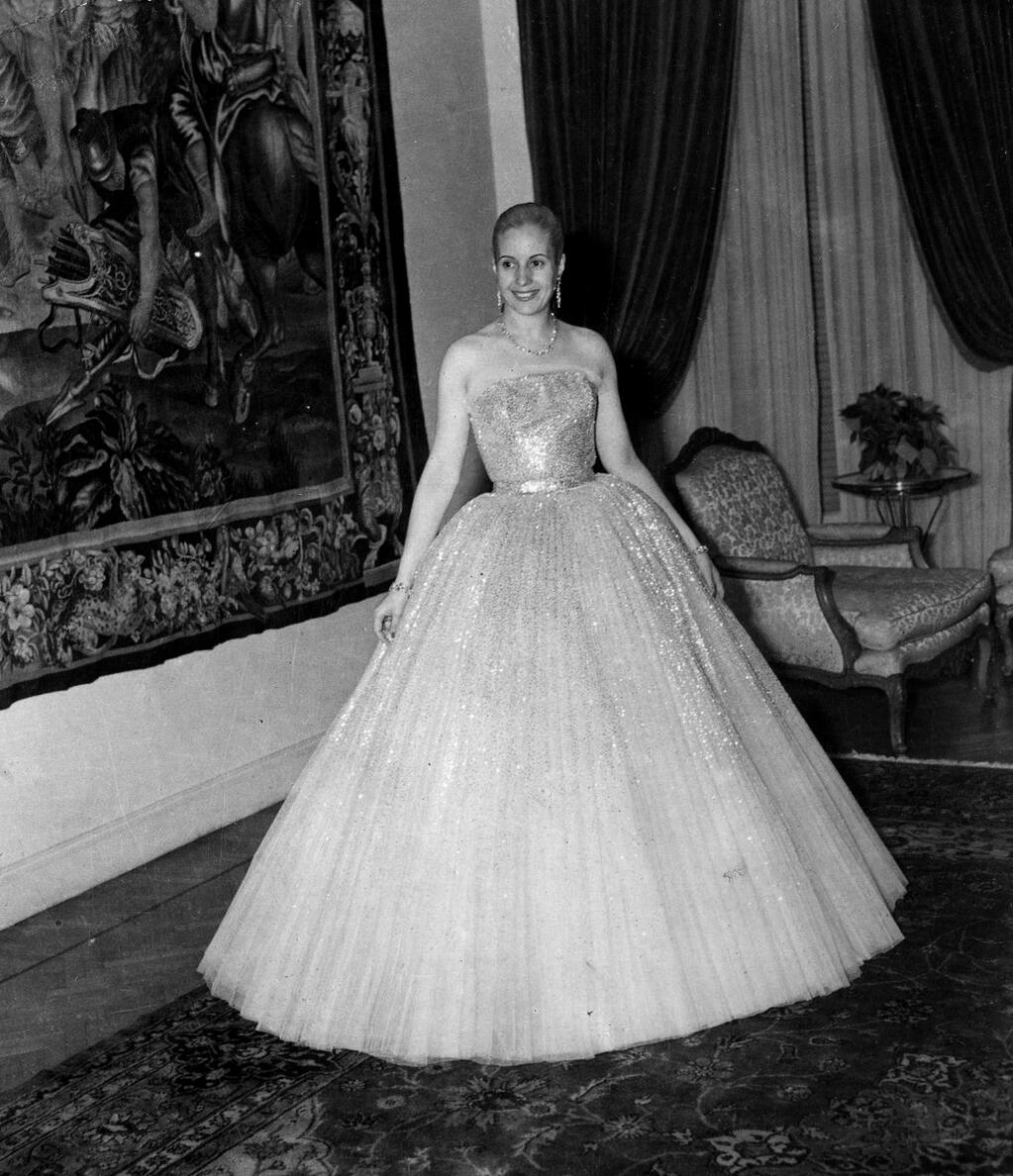
Robe créée par Christian Dior en 1951